# Колин Маккейб
Колин Маккейб (на английски: Colin Myles Joseph MacCabe; р. 9 февруари 1949) е английски литературовед, писател и филмов продуцент .

## Биография
Маккейб следва в Кеймбриджкия университет, където започва и академичната му кариера (1974 – 1981). През 1981 г. докато е още в началото на лекторската си кариера, скандалът с отказаната му хабилитация в Кеймбридж, заради несъгласието му с ръководството, които са били традиционалисти (конфликтът се разгръща в отделните крила на университета между традиционалисти и модернисти), относно преподаването на структурализъм, става причина за публичната му известност. Маккейб става професор по английска литература в Университета на Страчклайд в Глазгоу (1981 – 85). След това става професор по англицистика в Питсбъргския университет в САЩ (1986 – 2001) и старши професор по англицистика и кинознание там (2002-). Гост-професор в университета на Ексетър (1998 – 2006). Гост-професор по англицистика и хуманитарни науки в Колежа Бъркбек на Лондонския университет (1992 – 2006).
Автор е на влиятелни книги върху Джеймс Джойс, Жан-Люк Годар и проблеми на реториката в киното и литературата. Главен редактор е на сп. Critical Quarterly (1987-).

## Избрана библиография

### Авторски книги
- James Joyce and the Revolution of the Word (Джеймс Джойс и революцията на думата). 1979.
- Godard: Images, Sounds, Politics (Годар: Образите, звуците, политиката). Palgrave Macmillan, 1980, 176 p.
- Tracking the Signifier: Theoretical Essays on Film, Linguistics, Literature (Проследявайки означаващото: Теоретически есета по кинознание, лингвистика и литературознание). Minneapolis: University of Minnesota Press, 1985, 152 p.
- Diary of a Young Soul Rebel (Дневник на младия бунтар). British Film Institute, 1991, 256 p. (заедно с Исак Жулиен)
- Performance (Пърформансът). British Film Institute, 1998, 87 p.
- The Eloquence of the Vulgar: Language, Cinema and the Politics of Culture (Красноречието на вулгарното: Езикът, киното и културната политика). British Film Institute, 1999, 193 p.
- Godard: A Portrait of the Artist at Seventy (Годар: Портрет на художника на 70). Bloomsbury Publishing PLC, 2003.
- T.S. Eliot (Т. С. Елиът). 2006, 128 p.
- The Butcher Boy (Ireland into Film) (Момчето на касапина: Ирландия в киното). Cork University Press, 2007, 76 p.
- Perpetual Carnival: Essays on Film and Literature (2017)

### Редакция и съставителство
- The Talking Cure: Essays in Psychoanalysis and Language (Логотерапията: Есета по психоанализа и лингвистика). Palgrave Macmillan, 1981.
- James Joyce: New Perspectives (Джеймс Джойс: Нови перспективи). Indiana University Press, 1982, 198 p.
- Signs of the Times: Introductory Readings in Textual Semiotics (Знаци на времето: Въвеждащи прочити по текстуална семиотика)
- The BBC and Public Sector Broadcasting (Би Би Си и публичният сектор в ефира). 1986.
- High Theory/Low Culture: Analysing Popular Television and Film (Висока теория/Ниска култура: Анализирайки популярната телевизия и кино). Manchester University Press, 1986, 192 p.
- Futures for English (Бъдещето на англицистиката). 1987.
- The Linguistics of Writing (Лингвистика на текста). 1988.
- Who is Andy Warhol (Кой е Анди Уорхол). 1997.
- Stalin on Linguistics and Other Essays (Сталин за езикознанието и други есета. Palgrave Macmillan, 2002, 288 p. (заедно с Виктория Ротшилд).
- True to the Spirit: Film Adaptation and the Question of Fidelity (Вярно на духа на оригинала: Филмовите адаптации и въпросът за точността). Oxford: Oxford University Press, 2011, 264 р. (заедно с Рик Уорнър и Катлийн Мъри).

## Избрана филмография
Изпълнителен продуцент
- 1986 – Караваджо на режисьора Дерек Джармън
- 1988 – On the Black Hill
- 1988 – Distant Voices, Still Lives на режисьора Терънс Дейвис
- 1989 – Venus Peter
- 1991 – Young Soul Rebels
- 1992 – The Long Day Closes
- 1996 – Le complot d'Aristote

Продуцент
- 1989 – Меланхолия